# Lappentang
Der Lappentang (Palmaria palmata) ist eine mehrjährige und essbare Pflanzenart innerhalb des Unterreichs der Rotalgen (Rhodoplantae) in der Gattung Palmaria. Er wird in Frankreich als „Dulce“, in Großbritannien und Irland als „Dulse“ bezeichnet. Auf Island heißt er Söl.

## Beschreibung
Lappentang ist sehr formenreich und von lebhaft braunroter bis purpurroter Färbung. Er erreicht Wuchshöhen zwischen fünf Zentimetern und einem halben Meter. Die Alge ist mit einer scheibenförmigen Basis am Substrat befestigt. Aus dieser entspringt gewöhnlich ein einzelner, einfacher, kurzer Spross, der sich zu einem einfachen oder dichotomen Lappen ausweitet. Der Lappen ist am Rand in breite, schmallineare oder ovale Segmente gespalten. Die Form dieser blattähnlichen Verzweigungen ist sehr variabel und sie können zwischen 8 cm und 30 cm breit werden. Der Lappen hat eine lederähnliche Textur.

## Vermehrung
Lappentang hat einen für Rotalgen sehr ungewöhnlichen Generationswechsel, der bis 1980 nicht vollständig verstanden war. Auf dem ausgewachsenen diploiden Lappen sitzen verteilte Sori, die die Tetrasporen tragen. Die Sori mit den männlichen Geschlechtszellen sitzen hauptsächlich auf der Vorderseite des Lappens verteilt. Die weiblichen Gameten sind sehr klein und verkrüppelt oder verkrustet. Karposporophyten finden sich als einzelne Zellen bei sehr jungen Pflanzen. Nach der Befruchtung des Karposporophyten keimt aus ihm eine neue diploide Alge, die die weibliche Pflanze überwächst. Ausgewachsene Pflanzen sind also fast immer männlich.

## Verbreitung
Lappentang sitzt in der Intertidalen Zone auf Steinen oder auf anderen Algen. Er ist ziemlich häufig und teilweise auch bestandsbildend.
Die Art ist die einzige Art der Gattung Palmaria, die im Atlantischen Ozean verbreitet ist. Sie findet sich von der Küste Portugals bis zum Baltikum und ist auch um Island und an den Küsten der Färöer verbreitet. Lappentang finden sich auch an den Küsten Russlands, des arktischen Kanadas, Alaskas, Japans und Koreas. Berichte über Vorkommen an der Küste Kaliforniens beziehen sich immer auf Palmaria mollis und sind nicht glaubhaft.

## Kultur

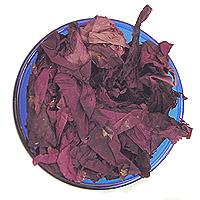

Lappentang wird traditionell als Lebensmittel verwendet. Die älteste Überlieferung hiervon findet sich bei Columban von Iona im 6. Jahrhundert. Heute wird Lappentang vor allem in Irland, Island und Kanada gegessen, der Geschmack ist leicht nussig.